# Protocol de Lusaka
El protocol de Lusaka, signat a Lusaka, Zàmbia el 31 d'octubre de 1994, va tractar de posar fi a la Guerra Civil angolesa mitjançant la integració i el desarmament d'UNITA i iniciar la reconciliació nacional. Les dues parts van signar un alto el foc com a part del protocol el 20 de novembre per ministre de relacions exteriors del govern d'Angola, Venâncio da Silva Moura i el secretari general d'UNITA, Eugenio Manuvakola.

## Negociació
A la darreria de 1993 UNITA podria operar i dur a terme batudes en més del 70% d'Angola, però els èxits militars del govern el 1994 obligaren UNITA a demanar la pau. El novembre de 1994, el govern havia pres el control del 60% del país. El líder d'UNITA líder Jonas Savimbi va qualificar la situació d'UNITA com la "crisi més profunda" des de la seva creació. Savimbi havia estat finançat per la CIA i el govern de l'apartheid de l'antiga Sud-àfrica. Savimbi, que no estava disposat a signar personalment l'acord, va enviar l'antic secretari d'UNITA general Eugenio Manuvakola a signar en comptes d'ell i com a resposta el President José Eduardo dos Santos va enviar el seu canceller Venancio de Moura representant el MPLA. Segons Manuvakola, Savimbi volia que ell actués com a cap de turc.
El president de Zimbabwe Robert Mugabe i el president de Sud-àfrica Nelson Mandela es trobaren a Lusaka el 15 de novembre de 1994 en un moviment simbòlic per impulsar el suport al protocol. Ambdós Mugabe i Mandela van dir que estarien disposats a reunir-se amb Savimbi; Mandela va convidar Savimbi a venir a Sud-àfrica, però no hi va entrar per por de ser detingut per crims de guerra.

## Els termes del tractat
Segons l'acord el govern i UNITA respectarien un alto el foc es desmobilitzarien. Els 5.500 membres de la UNITA, incloent 180 militants, s'unirien a la Policia Nacional d'Angola, 1.200 membres d'UNITA, entre ells 40 militants, s'unirien a la força de policia de reacció ràpida, i els generals d'UNITA es convertirien en oficials de les Forces Armades Angoleses. Els mercenaris estrangers tornarien als seus països d'origen i totes les parts deixarien d'adquirir armes estrangeres. L'acord va donar a UNITA càrrecs polítics i una caserna general. El govern va acordar el nomenament dels membres d'UNITA per dirigir els ministeris de Mines, Comerç, Salut i Turisme, a més de 7 viceministres, ambaixadors, els càrrecs de governador d'Uigé, Lunda Sud, i Cuando Cubango, vicegovernadors, administradors municipals, administradors adjunts, i administradors de comuna. El govern alliberaria tots els presos i concediria una amnistia a tots els militants que havien participat en la guerra civil.
L'acord va crear una comissió mixta, formada per funcionaris del govern d'Angola, UNITA, i de les Nacions Unides amb observació dels governs de Portugal, els Estats Units i Rússia per supervisar la seva aplicació. Les violacions de les disposicions del protocol serien discutides i revisades per la comissió.
Les disposicions del protocol, integrant UNITA en l'exèrcit, un alto el foc, i un govern de coalició, van ser similars als del tractat d'Alvor que va concedir la independència d'Angola de Portugal el 1975. Molts dels mateixos problemes ambientals, la desconfiança mútua entre UNITA i el MPLA, la fluixa supervisió internacional, la importació d'armes estrangeres, i un èmfasi excessiu en el manteniment de l'equilibri de poder, van conduir al col·lapse del protocol i a la guerra civil.
Els acords de Bicesse en gran manera castigarien al signant més feble, mentre que el protocol de Lusaka garantia el control d'UNITA en importants parcel·les d'autoritat.

## Implementació
La Tercera Missió de Verificació de les Nacions Unides a Angola i MONUA gastaren $10.500 milions per supervisar l'aplicació del protocol. L'ONU no va fer complir en gran manera la disposició que prohibia a UNITA la compra d'armes estrangeres i les dues parts van continuar augmentant el seu arsenal. El Consell de Seguretat de les Nacions Unides no va autoritzar una força de manteniment de la pau significativa a l'àrea fins a 1995 i va retardar el desplegament complet fins a la fi de 1996. El representant Especial de l'ONU Blondin Beye va descriure les violacions dels drets humans com a funcionari de l'ONU a Human Rights Watch el 1995, "la situació és massa sensible per a la vigilància seriosa dels drets humans. Fer públic el que sabem podria soscavar el procés de pau i posar-nos de nou en guerra." El maig de 1998 Beye va canviar d'opinió i l'ONU va començar a informar dels abusos. Tres mesos després que el govern va signar el tractat, al febrer de 1995, el Cap d'Estat Major general João de Matos es va queixar que només s'aconseguiria la pau quan el govern derrotés militarment UNITA, titllant al protocol d'un "error". El desembre del 1998, el govern i UNITA estaven de nou en estat de guerra. La Divisió de Drets Humans de l'ONU no va publicar cap informe de gener a juliol de 1999 perquè els combats els va impedir investigar. Seguint el protocol el govern i UNITA es dedicaren a la matança indiscriminada de civils, tortures i altres violacions de drets humans.
No sols UNITA no es va desmobilitzar sinó que va comprar una gran quantitat d'armes el 1996 i 1997 de fonts privades a Albània i Bulgària, i de Zaire, Sud-àfrica, República del Congo, Zàmbia, Togo i Burkina Faso. A l'octubre de 1997, l'ONU va imposar prohibició de viatjar als dirigents d'UNITA, però l'ONU va esperar fins a juliol de 1998 per limitar l'exportació de diamants d'UNITA i la congelació dels seus comptes bancaris. Mentre que el govern dels Estats Units va donar 250 milions $ a UNITA entre 1986 i 1991, UNITA va guanyar 10.720 milions $ entre 1994 i 1999 amb l'exportació de diamants a Europa, principalment a través del Zaire. Alhora, el govern d'Angola havia rebut grans quantitats d'armes dels governs de Belarús, Brasil, Bulgària, la República Popular de la Xina i Sud-àfrica. I com que cap carregament d'armes per al govern va violar el protocol, cap país va informar adequadament al Registre de l'ONU sobre armes convencionals.
Al març de 1995, militants d'UNITA van abatre i destruir un helicòpter de la UNAVEM III a Quibaxe. Els caps militars es van reunir el 10 de gener de 1995 i al febrer a Waku-Kungo per assegurar-se que les dues parts continuarien observant l'alto el foc. Savimbi i dos Santos es va reunir quatre vegades després de l'abatiment de l'helicòpter: a Lusaka el 6 de maig, a Gabon a l'agost, a Brussel·les, Bèlgica al setembre, i al març de 1996 a Libreville, Gabon. Entre la primera i la segona reunió dos Santos va oferir Savimbi el càrrec de vicepresident, però Savimbi ho va rebutjar l'agost de 1996 durant el Tercer Congrés del partit.
L'empresa militar privada Executive Outcomes tenia fins a gener de 1996 de 400 a 500 mercenaris a Angola lluitant en nom del govern d'Angola, violant de la provisió de repatriació del protocol.
Savimbi i dos Santos parlaren per telèfon en desembre de 1997 i van arribar a un acord el 9 de gener de 1998 per implementar el protocol, però es van reprendre els combats i van posar fi al procés de pau.

## Enllaços externas
- Texts complet del protocol de Lusaka
- Text de tots els tractats de pau d'Angola